# Chiesa di Santa Caterina (Stanghella)
La chiesa di Santa Caterina è la parrocchiale di Stanghella, in provincia e diocesi di Padova; fa parte del vicariato di Monselice.

## Storia

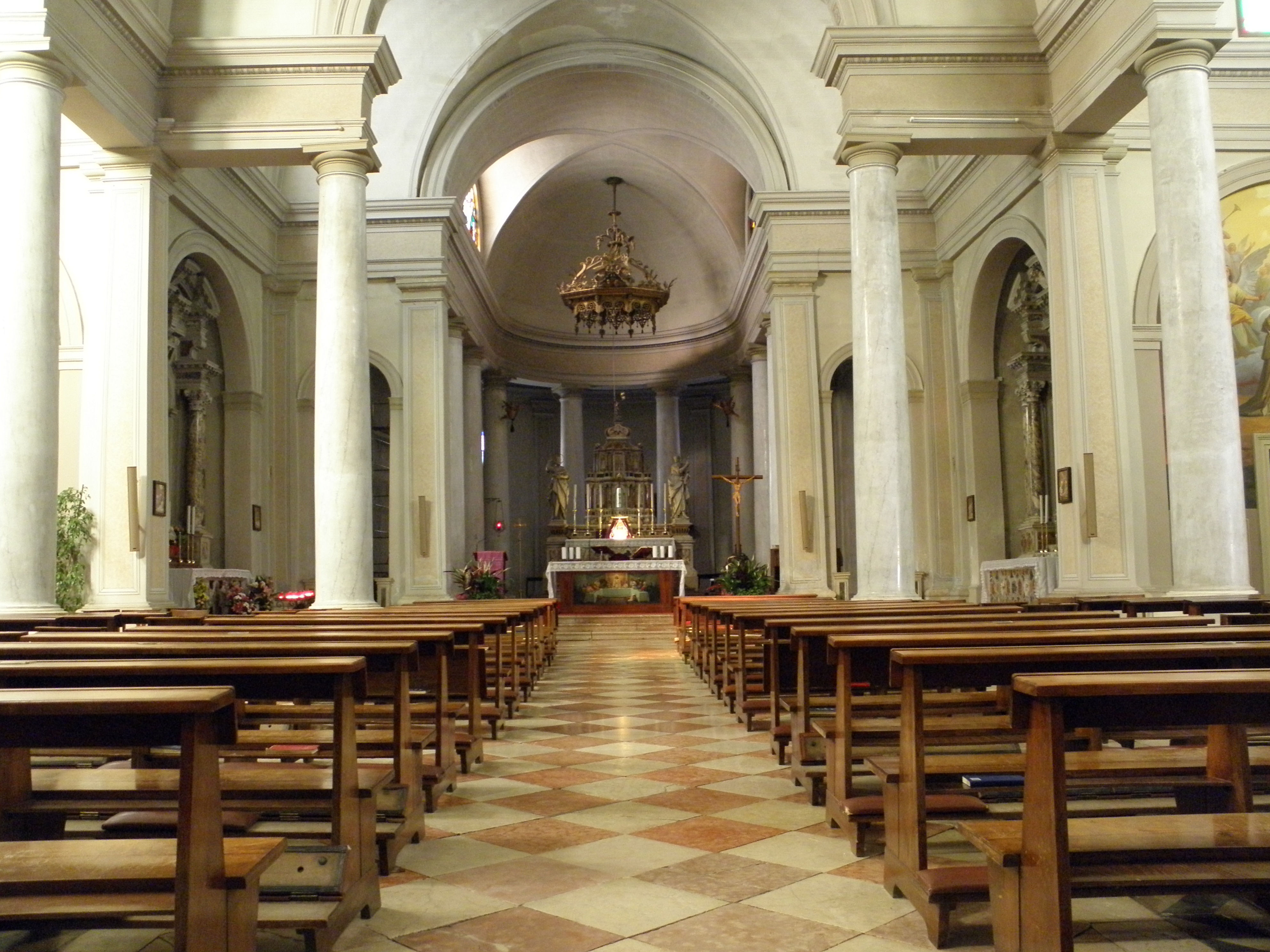
L'interno

La prima citazione di una chiesa a Stanghella risale al 1221. Nel 1582 il signorotto Alvise Pisani fece richiesta di poter riedificare la chiesa di Stanghella. L'edificio fu dunque costruito e, dalla relazione della visita pastorale del 1619, s'apprende che la chiesa era dotata di tre altari e di fonte battesimale. L'attuale parrocchiale venne edificata intorno alla metà di quel secolo. Tra il 1857 ed il 1858 furono aggiunte le cappelle laterali e la cupola. Quest'ultima venne smontata nel 1956 per regioni di stabilità dell'edificio.